# Großes Hospital

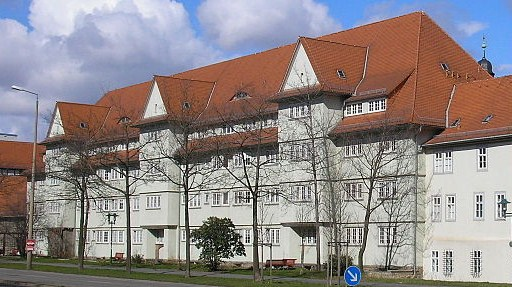
Hauptgebäude

Das Große Hospital war das Hospital der mittelalterlichen Stadt Erfurt. Es befindet sich in der östlichen Altstadterweiterung zwischen innerem und äußerem Krämpfertor am heutigen Juri-Gagarin-Ring.

## Geschichte
Das Große Hospital wurde zwischen 1385 und 1396 angelegt. Bezogen wurde es vom Martinhospital, das vom Fischmarkt hierher verlegt wurde. In der Folgezeit wurde das Hospital immer wieder erweitert und umgebaut, ehe es ab 1882 schrittweise aufgegeben wurde. Als neues Stadtkrankenhaus entstand das Klinikum Erfurt an der Nordhäuser Straße.

## Anlagen

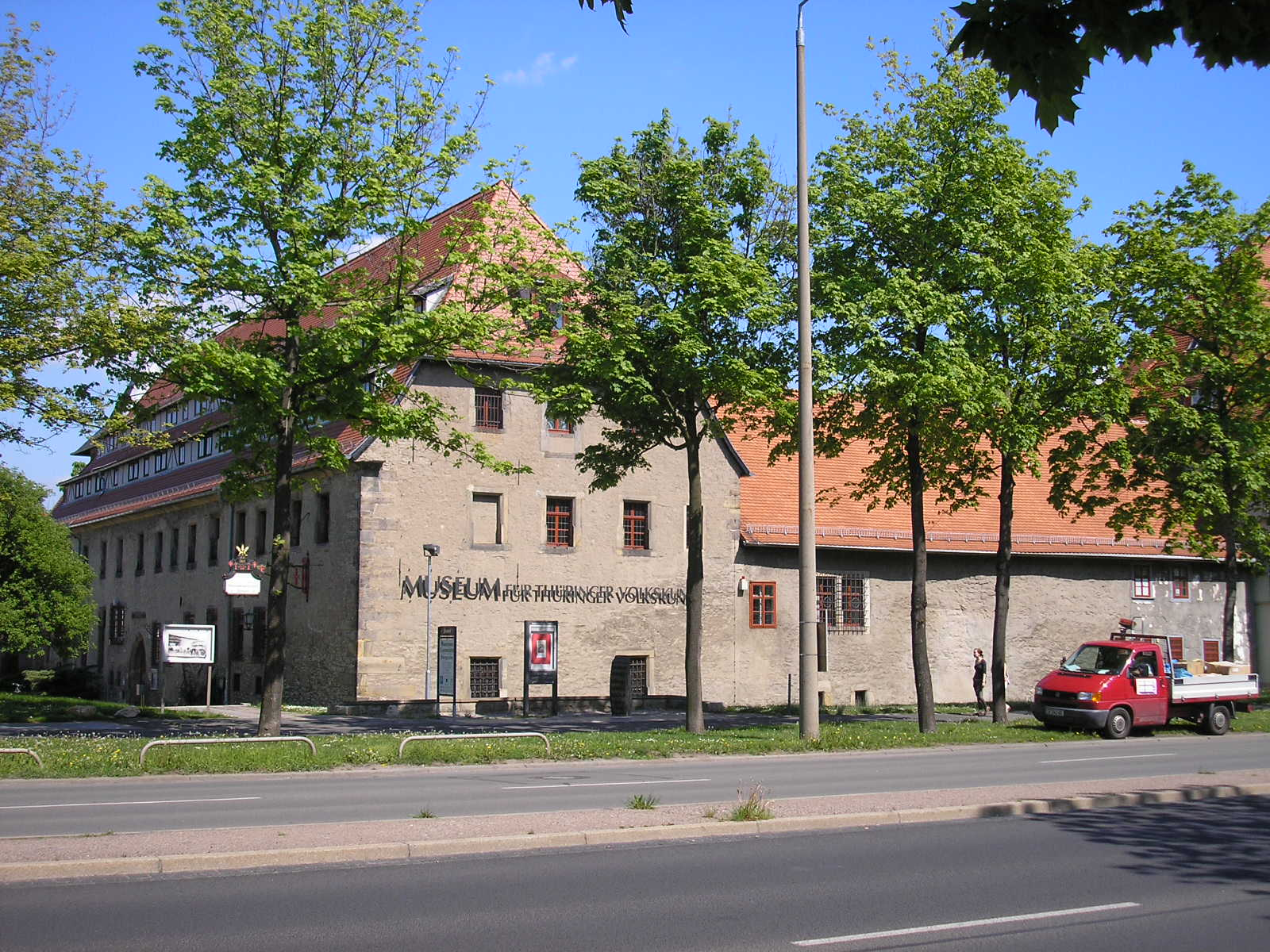
Herrenhaus (heute Volkskundemuseum)

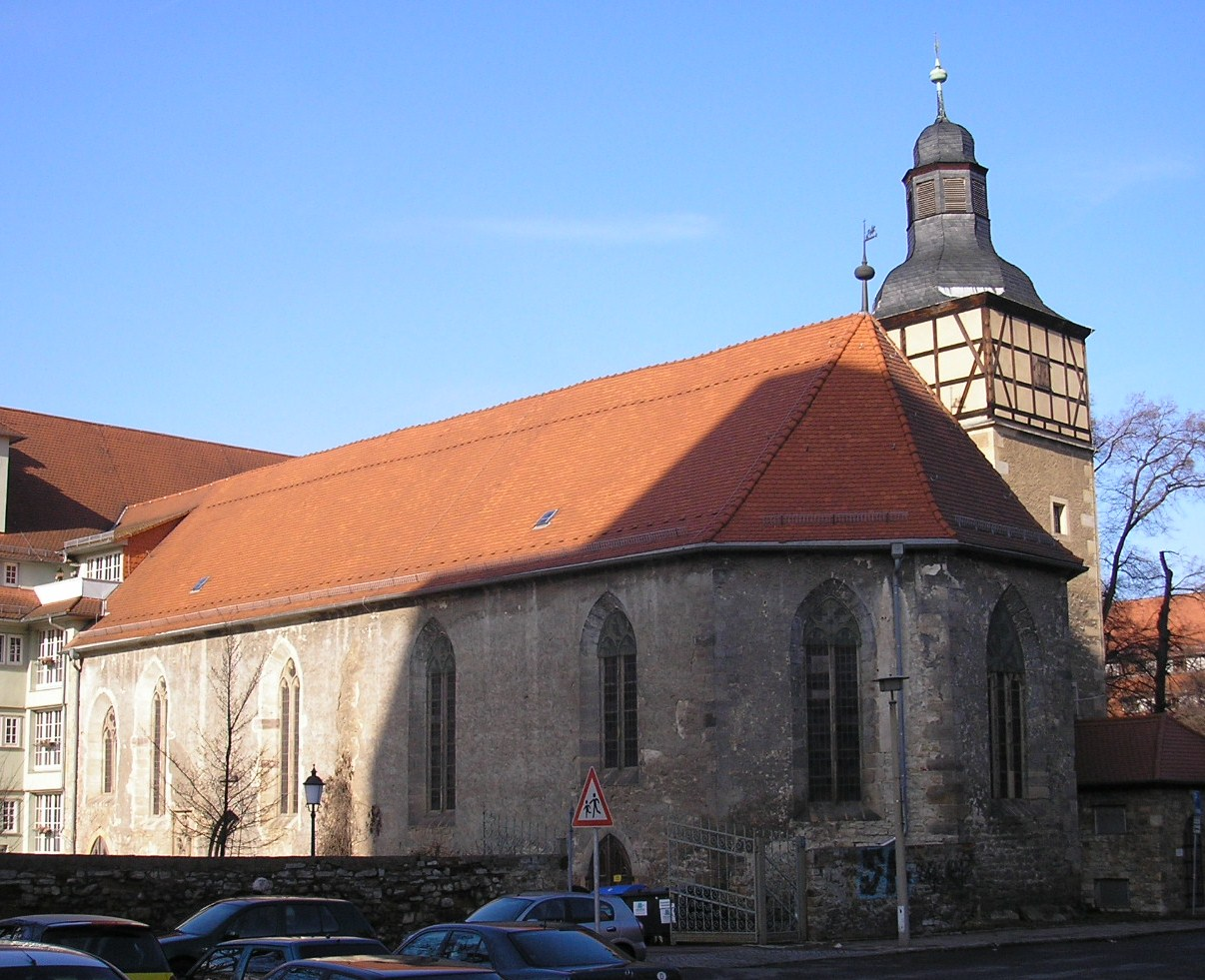
Hospitalkirche

- Hospitalkirche: gotische Kirche des Hospitals
- Hauptgebäude: Das Hauptgebäude war ein etwa 70 Meter langer, zweigeschossiger Massivbau, der 1924 abgerissen und durch ein Altenpflegeheim ersetzt wurde. Dieses Gebäude besteht noch heute direkt am Juri-Gagarin-Ring und wurde von Johannes Klass errichtet. Im Zentrum der Brunnenraum mit dem Wandbild von Charles Crodel (1926).[1]
- Herrenhaus: Das Herrenhaus befindet sich im Norden des Großen Hospitals und wurde 1540–1547 errichtet. Es wird seit 1890 als Museum genutzt. Seit 1955 beherbergt es das Museum für Thüringer Volkskunde Erfurt
- Pfründnerhäuser: Ein Pfründnerhaus befindet sich an der Ostseite des Großen Hospitals. Es wurde um 1700 errichtet und diente älteren Hospitalinsassen als Wohnsitz. Zwei weitere Häuser, errichtet zwischen 1618 und 1672, befinden sich südlich des Hauptgebäudes.